# Huron Shores
Huron Shores to gmina (ang. township) w Kanadzie, w prowincji Ontario, w dystrykcie Algoma.
Powierzchnia Huron Shores to 455,32 km². Według danych spisu powszechnego z roku 2001 Huron Shores liczy 1794 mieszkańców (3,94 os./km²).